# Bartonella henselae
Bartonella henselae e грам-негативна аеробна бактерия, класифицирана към клас Алфа протеобактерии. Причинител е на заболяването доброкачествена лимфоретикулоза. Видът представлява удължена извита клетка с флагелуми в двата края с размери 0,2/0,5 – 1/3 μm. Причинява ендокардити и уврежда черния дроб. При хора, инфектирани с вируса на ХИВ, инфекциите на Bartonella henselae могат да бъдат съпътстващи заболяването.